# Herlinda Agustín
Herlinda Agustín Fernández (Comunidad nativa San Francisco, Ucayali, siglo XX-Lima, 2010) fue una curandera (onanya ainbo en idioma shipibo) y artista de la etnia shipibo-konibo ubicada en las márgenes del río Ucayali de la amazonía occidental en Perú. Sus testimonios sirvieron como fundamento para declarar a los diseños kené como parte del Patrimonio Cultural de la Nación el año 2008.

## Biografía
Herlinda nació en la comunidad Nativa San Francisco. Desde niña estuvo interesada en los rituales y prácticas de la medicina tradicional shipiba llevadas a cabo por sus abuelas y abuelos meraya quienes preparaban ayahuasca, cantaban íkaros y realizaban masajes a sus pacientes.
En 2005 conoció al etnomusicólogo Barrett H. Martin de la Universidad de Nuevo México en EE. UU. quien al año siguiente la llevó a su país a presentar su arte. Ese año produjo con su familia un Cd titulado Woven Songs of the Amazon (2006).
Durante los últimos años de su vida, se dedicó a viajar por el Perú y el extranjero promoviendo la cultura de su pueblo, a través de sesiones de ayahuasca, la venta de obras con diseños kené y participando en eventos y registros audiovisuales.
En 2009 fue diagnosticada con cáncer de cuello uterino y falleció a finales de 2010.

## Tributos artísticos
- La artista plástica Katherine Skaggs le dedicó un cuadro titulado Herlinda, The Singing Shaman ('Herlinda, la chamana cantante').[9]

### Filmografía
- Delia Ackerman y Heather Greer (directoras) (2011). Esas voces que curan.  Escena en 46 minutos. Consultado el 24 de febrero de 2018.